# گروه اتاک
گروه اتاک (انگلیسی: Atac Group) شرکت خرده‌فروشی فرانسوی است، که در سال ۱۹۸۲ تأسیس شد.